# Ascothorax gigas
Ascothorax gigas is een kreeftachtigensoort uit de familie van de Ascothoracidae. De wetenschappelijke naam van de soort is voor het eerst geldig gepubliceerd in 1968 door Wagin.